# Bernhard Moebius
Bernhard Moebius (* 28. November 1851 in Hartha, Sachsen; † 13. Mai 1898 auf dem Passagierschiff Kaiser Wilhelm der Große während der Überfahrt von den USA nach Deutschland) war ein deutsch-US-amerikanischer Metallurg.

## Leben
Der Sohn des Sattlermeisters Friedrich Ehregott Moebius (* 1825) und der Johanna Christiane, verw. Teichert (* 1815), studierte Chemie und Metallurgie, unter anderem an der Bergakademie Freiberg.
Er arbeitete auf verschiedenen Hüttenwerken in Deutschland, Österreich, Spanien und in Mexiko auf der Bleihütte Pinos Altos, wo er seine Moebius-Elektrolyse zur elektrolytischen Scheidung von Silber-Gold-Legierungen entwickelte. Im Winter 1884/1885 erhielt er dazu in Deutschland, Großbritannien und den USA Patente. Die bisherige Affinage wurde dadurch verdrängt.
1898 erfolgte die Definition des Amperes im Reichsgesetzblatt und 1908 des internationalen Amperes als der unveränderliche Strom, der in einer wässrigen Lösung von Silbernitrat in der Sekunde 1,118 mg Silber abscheidet.
Von Mexiko emigrierte er in die USA, wo er kurz darauf die Staatsbürgerschaft erwarb. Er lebte in New York, genoss großes Ansehen und war Mitglied zahlreicher wissenschaftlicher und technischer Gesellschaften. Bestattet wurde er in seinem Heimatort Hartha.

## Moebius-Elektrolyse
Mit der Moebius-Elektrolyse ist es möglich, das bei der Verhüttung von silberhaltigem Bleierz anfallende Güldischsilber zu raffinieren. Die Anode aus ca. 10 kg Güldischsilber befindet sich in einer mit wässriger Silbernitrat-Lösung gefüllten Elektrolyse-Zelle. Als Kathode verwendet man Edelstahl-Bleche. Bei einer Stromdichte an den Elektroden von 400 A/m2 löst sich das Silber an der Anode auf und wird als Ion an die Kathode transportiert, ohne dass Gold und Platin an dem galvanischen Prozess teilnehmen. Gold und Platin bleiben ungelöst an der Anode zurück und reichern sich schließlich als Anodenschlamm an, der in einem die Anoden umgebenden Beutel aufgefangen und schließlich zu reinen Metallen geschieden wird. Die Reinheit des kathodisch abgeschiedenen Silbers beträgt (bei einem Goldgehalt von < 0,0005 %) 99,99 % Ag. Der Energieaufwand ist mit 1 kWh/kg Silber gering.